# Masanori Sanada
Masanori Sanada (Prefectura de Shizuoka, 6 de març de 1968 - 6 de setembre de 2011) és ser un futbolista japonès.

## Selecció japonesa
Va formar part de l'equip olímpic japonès a la Copa d'Àsia de 1988.